# Kuńkowce (Przemyśl)
Kuńkowce – część miasta Przemyśla, położona w północno-zachodniej części miasta.
Dawniej była to część wsi Kuńkowce, w związku z reformą administracyjną kraju jesienią 1954 włączonej do gromady Kuńkowce w powiecie przemyskim w związku z reformą administracyjną kraju jesienią 1954. 31 grudnia 1961 odłączona od gromady Kuńkowce i włączona do Przemyśla. Kolejną część Kuńkowiec (31 ha) włączono do Przemyśla 1 stycznia 1977.